# Soprano lirico
Nel canto, la locuzione soprano lirico designa una delle tre categorie principali in cui è classificata la voce di soprano. È la voce sopranile "di base", oltre ad essere la più diffusa.

## Caratteri generali
Il registro di soprano lirico fu il primo a essere individuato. Nella musica colta occidentale è questa la voce che esegue le parti acute nelle composizioni polifoniche, perlopiù di carattere sacro, in virtù della sua bellezza timbrica e della naturale inclinazione all'abbandono elegiaco.
Anche all'inizio del XVII secolo, con la nascita dell'opera, il soprano lirico ottiene i ruoli da protagonista, incarnando i soggetti allora più di moda: donne virginali, soprannaturali, innamorate, persino ruoli tragici, parti - queste ultime - che in futuro saranno appannaggio del soprano drammatico. La vocalità è patetica e sentimentale, dalla linea legata e cantabile, sostenuta da musiche dolci e languide di ritmo lento.
Verso la fine del secolo fu introdotto un nuovo stile di canto basato sui virtuosismi e sulla coloratura, più adatta al nuovo stile che andava diffondendosi: il buffo. La linea di canto è ora vivace e briosa, frastagliata e spezzata, ideale per "alleggerire" i personaggi e renderli più civettuoli e maliziosi. Il nuovo soprano, detto leggero o di coloratura, prende il sopravvento sul soprano lirico nel repertorio operistico, relegandolo al ruolo di "contraltare morale" (ad es. Pamina vs Regina della Notte).
Un'ulteriore battuta d'arresto per il soprano lirico ha luogo in epoca romantica, quando i nuovi soggetti a tinte forti imposero l'impiego di voci potenti e vocalità stentoree, introducendo un nuovo tipo di soprano detto drammatico. Anche il soprano leggero viene relegato in secondo piano, considerato ormai troppo frivolo.
Un parziale recupero del soprano lirico si verifica alla fine del XIX secolo con la produzione verdiana matura, quando il compositore creò soggetti con una forte carica di sentimentalismo (Amelia, Desdemona), ma sarà con l'avvento di Puccini che questo registro tornerà in auge: Mimì, Manon, Magda, Lauretta e Liù saranno le paladine dell'amore e del sentimentalismo, pur con tratti diversi.
Già a partire dal tardo Verdi nacque inoltre una nuova tipologia di soprano lirico, detta lirico-drammatico o lirico-spinto, che incontrerà il favore della produzione verista. Questo soprano, pur mantenendo la vocalità e il pathos del soprano lirico, possiede una voce più robusta, necessaria a mettere in risalto la tragicità del soggetto: la cantante, all'occorrenza, "spinge" la voce verso tonalità drammatiche, senza però sforare nell'autentico registro di soprano drammatico.

## Vocalità
Il soprano lirico possiede una voce dolce e graziosa, morbida e luminosa, ricca e piena; spazia in una tessitura medio-acuta, distinguendosi per la linea di canto elegante e castigata, legata e cantabile.
L'estensione è compresa tra le due ottave di do, da do centrale a do sovracuto (do3 – do5), tuttavia in alcuni casi può salire al re bemolle sovracuto (re♭5).

## Esempi di ruoli per soprano lirico
- Antonia (I racconti di Hoffmann)
- La contessa (Le nozze di Figaro)
- Lauretta (Gianni Schicchi)
- Liù (Turandot)
- Magda (La rondine)
- Manon (Manon, Jules Massenet)
- Manon (Manon Lescaut, Puccini)
- Micaëla (Carmen)
- Mimì (La bohème)
- Nedda (Pagliacci)
- Pamina (Il flauto magico)
- Thaïs (Thaïs)
- Amelia (Simon Boccanegra)
- Desdemona (Otello)
- Violetta (La traviata)

## Soprani lirici celebri
- Montserrat Caballé
- Magda Olivero
- Rosanna Carteri
- Licia Albanese
- Renata Scotto
- Barbara Frittoli
- Maria Chiara
- Carla Maria Izzo
- Lisa Della Casa
- Victoria de los Ángeles
- Tarja Turunen
- Renée Fleming
- Mirella Freni
- Cecilia Gasdia
- Catherine Malfitano
- Angela Gheorghiu
- Elisabeth Schwarzkopf
- Adriana Maliponte
- Kiri Te Kanawa
- Katia Ricciarelli
- Gundula Janowitz
- Daniela Dessì
- Anna Netrebko
- Maria Agresta
- Carmen Giannattasio